# جوزف راتلبرگ
جوزف راتلبرگ (انگلیسی: Josef Rasselnberg; ۱۸ دسامبر ۱۹۱۲ – ۹ فوریهٔ ۲۰۰۵) بازیکن فوتبال اهل آلمان بود.
وی همچنین در تیم ملی فوتبال آلمان بازی کرده‌است.